# 스피어X
스피어X(영어: Spectro-Photometer for the History of the Universe, Epoch of Reionization, and Ices Explorer)는 약 4억 5천만 개의 은하의 근적외선 색띠를 측정하기 위한 전천 탐사를 수행하는 근적외선 우주망원경이다. 2019년 2월 미국 항공 우주국의 차기 중형 탐사선으로 선정되었다. 2025년 3월 11일 반덴버그 우주군기지에서 PUNCH 마이크로위성과 함께 팰컨 9 블록 5 로켓에 실려 발사되었다.

## 개요

### 임무
분광광도계를 사용해 0.75~5.0 마이크로미터의 근적외선 색띠를 측정하는 전천 조사를 수행할 예정이다. 단일 관측 모드와 움직이는 부품이 없는 단일 기기를 사용하여 명목상 25개월 임무 동안 4차례 전체 하늘을 지도화한다. 가장 중요한 기술은 뉴 허라이즌스의 LEISA에서 시연한 된 적있는 선형 가변 필터 으로, 적색편이 정확도에 따라 약 4억 5천만 개의 은하를 분류해 측정된 색띠를 은하 템플릿 라이브러리에 적용한다.
또한 헤일로 내부 빛과 재전리 신호를 조사하며. 초기 우주 팽창을 일으킨 원인, 은하의 기원과 역사와 행성계에 존재하는 물의 기원을 탐구할 것이다.

### 우주선/망원경

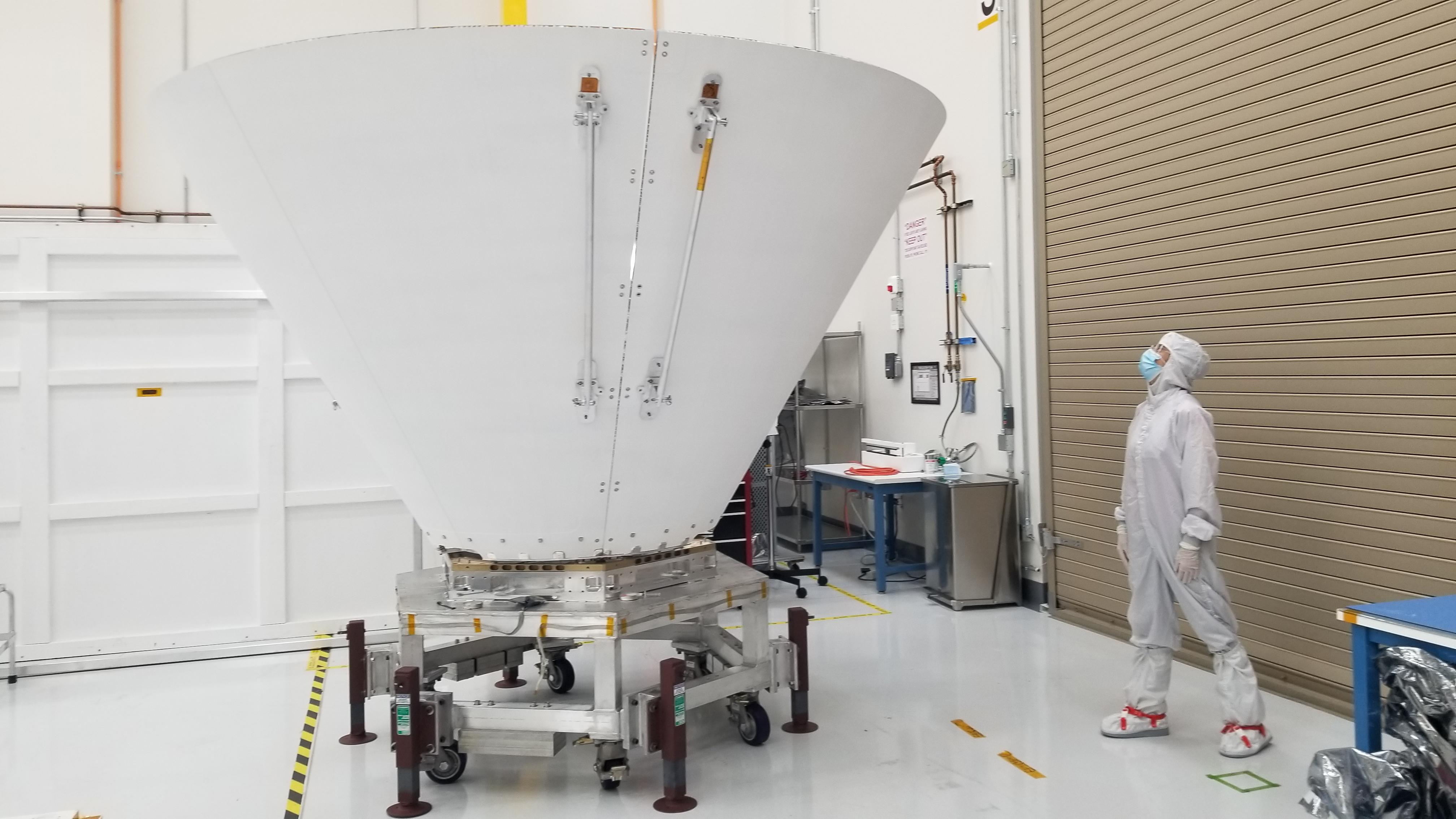
SPHEREx 외부 광자 방패

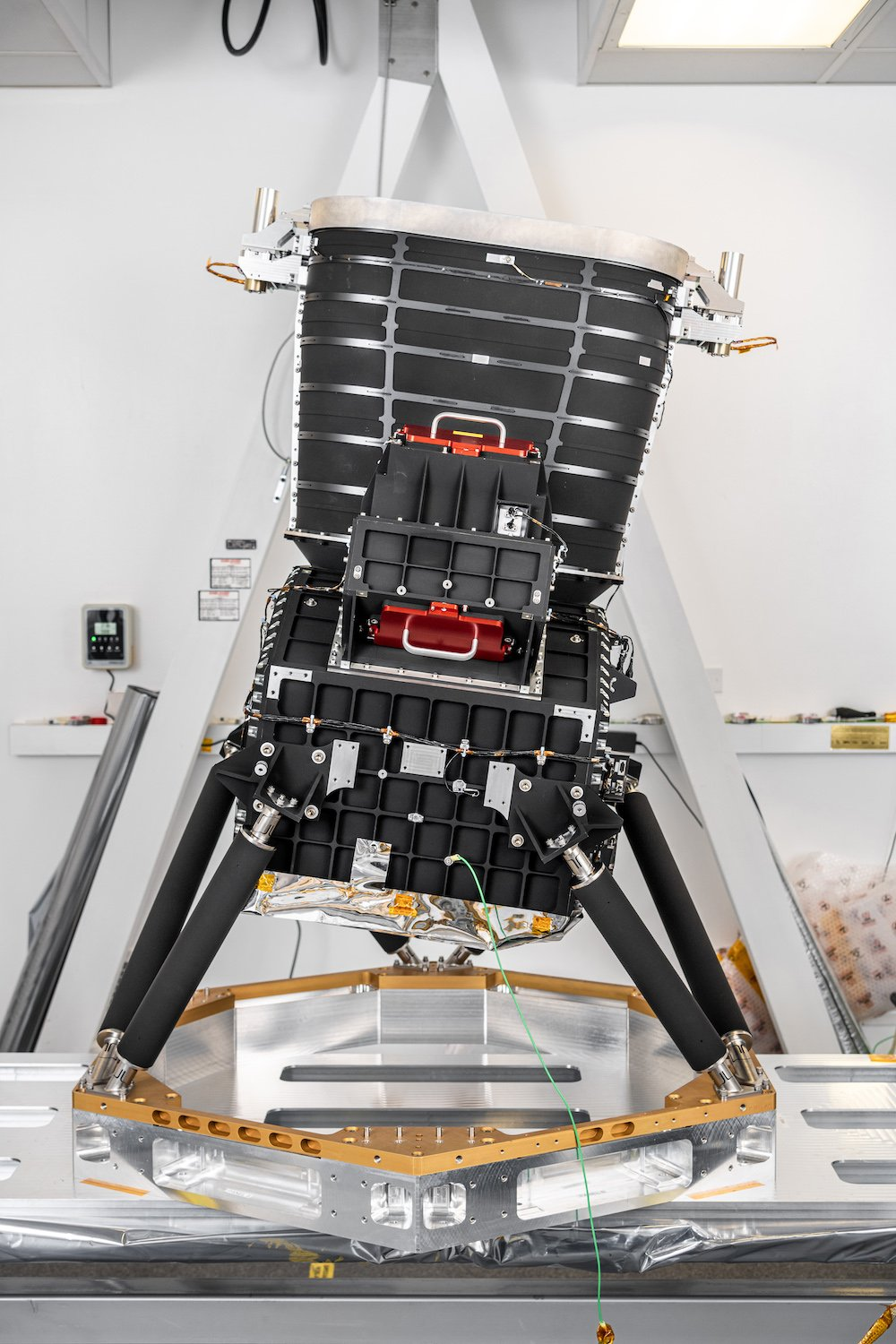
SPHEREx 망원경 및 탐지기

삼중 거울 망원경은 조리개 직경이 20cm인 3.5° × 11° 시야와 6개의 2K × 2K 수은 카드뮴 텔루라이드 (HgCdTe) 광검출기 배열을 탑재하고 있다. 각 2K × 2K 초점 평면 배열은 선형 가변 필터로 덮여 있어 배열의 한 축을 따라 대역 중심이 변하는 협대역 응답을 제공한다. 또한 시야의 여러 위치에 주어진 소스를 배치하여 여러 노출을 통해 색띠를 얻고 우주선을 다시 포인팅하여 여러 파장에서 측정한다.
SPHEREx 우주선과 망원경은 Ball Aerospace & Technologies에서 개발하고, 탑재체는 캘리포니아 공과대학과 NASA의 제트추진연구소에서 개발했다. 한국천문연구원이 극저온 시험 챔버 건설에 참여했다.

## 역사

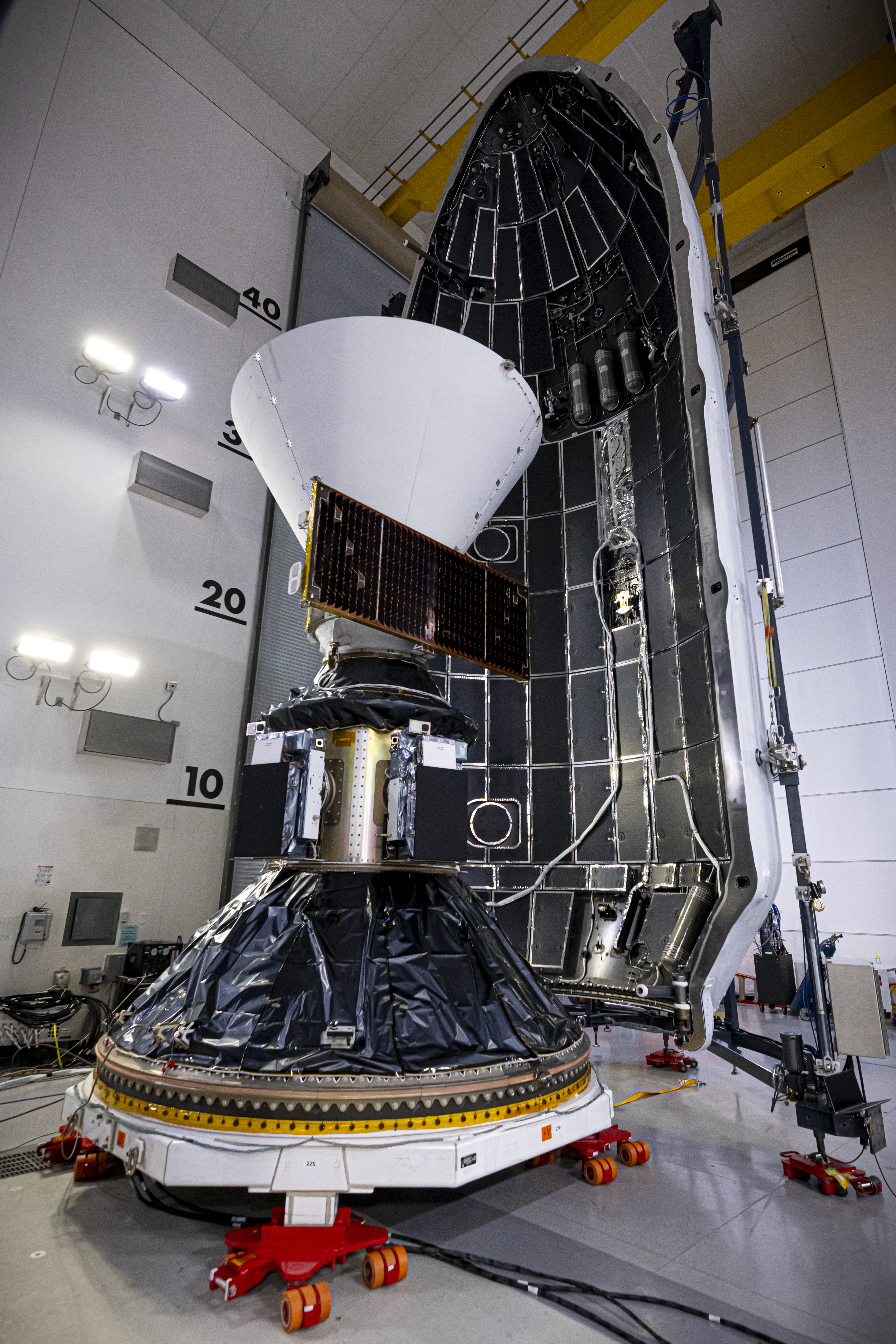
캡슐화된 SPHEREx-PUNCH

2014년 12월 19일 NASA에 제안서가 제출되었으며, 2015년 7월 30일에 소형 탐사선 프로그램 (SMEX)을 위한 추가 콘셉트 개발 단계에 선정되었다. 2016년 7월 19일 세부 연구 보고서가 NASA에 제출되었지만 SMEX에 선정되지 않았다. 2016년 12월 15일 SPHEREx의 향상된 버전이 중형 탐사선 (MIDEX)으로 제출되었으며, 2017년 8월에 Arcus, Fast Infrared Exoplanet Spectroscopy Survey Explorer (FINESSE)와  함께 최종 후보로 선정되었다. 각 팀은 9개월 동안 추가 개선을 위해 200만 달러를 지원받았다.
SPHEREx는 2019년 2월 최종 후보로 선정되어 개발과 발사가 승인되었다. 중형 탐사선 임무 에 소요되는 비용은 발사체를 제외하고 2억 5천만 달러로 제한된다. 2020년 4월 비용 추정치는 약 3억 9,500만 달러에서 4억 2,700만 달러이다. 2020년 추정치에는 비용 상한에 포함되지 않는 발사체 비용과 NASA 매장 비용이 포함된다.
2021년 1월 7일, NASA는 임무가 C단계에 진입해 초기 설계 계획이 승인되었고 팀은 최종 설계를 시작하고 하드웨어와 소프트웨어를 조립할 수 있으며 발사는 2024년 6월에서 2025년 4월 사이에 이루어질 것으로 예상된다고 발표했다. 2021년 2월 4일, NASA는 우주선 발사를 위해 스페이스X 팰컨 9를 선택했으며 발사 총 비용은 9,880만 달러라고 발표했다. 2022년 8월 NASA는 PUNCH 컨스텔레이션의 4개 마이크로위성이 SPHEREx와 함께 라이드셰어 탑재물로 발사될 것이라고 발표했다.